# 谌利军
谌利军（1993年2月8日—），中国湖南省益阳市安化人，西南大学2014级运动训练专业学生，中国国家举重队运动员。他目前是67公斤级挺举和总成绩世界纪录保持者。
2021年7月，他随中国举重队参加2020东京奥运会。7月25日，谌利军在抓举表现不佳的情况下，凭借挺举的成绩逆转夺得举重男子67公斤级冠军，他的挺举成绩为187公斤，总成绩则为332公斤，均打破奥运纪录。
2022年5月3日被授予中国青年五四奖章。

## 备注
1. ↑  央视新闻读作“Shèn Lìjūn”[1][2]。“谌”字作姓氏时原本有“Shèn”（读作“慎”）和“Chén”（读作“陈”）两种读音，2015年之后包括《现代汉语词典》《新华字典》在内统一为“Shèn”，但仍有按个人意愿读作“Chén”者（如中国羽毛球选手谌龙）。